# Doğancı, Osmangazi
Doğancı là một xã thuộc quận Osmangazi, tỉnh Bursa, Thổ Nhĩ Kỳ. Dân số thời điểm năm 2011 là 373 người.